# Automolis morosa
Automolis morosa là một loài bướm đêm thuộc phân họ Arctiinae, họ Erebidae.